# Bay Area thrash metal
Le Bay Area thrash metal, ou Bay Area thrash, décrit un mouvement musical composé de groupes de heavy metal des années 1980 ayant formé et acquis une popularité internationale dans la baie de San Francisco, en Californie. Avec le sud de la Floride, la scène est largement considérée comme point de départ du thrash et du death metal américain.

## Histoire

### Exodus et Metallica
Les premières racines documentées du Bay Area thrash metal remonte à la formation d'Exodus en 1980. Dès l'enregistrement de leur album quatre ans plus tard, cinq guitaristes et bassistes différents deviennent membres du groupe, certains même rejoignant ou formant d'autres groupes notoires de la scène metal régionale. En novembre 1982, Exodus ouvre un spectacle pour Metallica à la Old Waldorf de San Francisco, une époque durant laquelle le groupe est encore relativement inconnu (et non signé), mais par la suite découvert par Brian Slagel, et apparu sur le premier volume de la compilation Metal Massacre. Exodus (désormais signé à l'époque) distribue une démo sans titre durant la même année avec un line-up comprenant le guitariste Kirk Hammett.
Bien que Metallica se soit initialement formé à Los Angeles, il faut attendre février 1983 lors de leur délocalisation dans la région d'East Bay pour que Cliff Burton et Kirk Hammett les rejoignent respectivement comme bassiste et guitariste, scellant ainsi leur premier line-up. Le groupe (qui se compose alors de Burton, James Hetfield, Lars Ulrich et Dave Mustaine) est délocalisé à Carlson Blvd, El Cerrito, près d'Albany Hill, loué par Mark Whitaker, manager d'Exodus à l'époque. Une fois Mustaine renvoyé de Metallica la même année, le guitariste d'Exodus, Hammett, le remplace sous la recommandation de Whitaker, tandis que Mustaine revient à Los Angeles pour former Megadeth. Metallica signe au label Megaforce Records, la sortie de leur premier album et le processus d'écriture et de répétitions pour Ride the Lightning et Master of Puppets avaient toutes eu lieu alors que le groupe a résidé à El Cerrito maison de Whitaker.

### Communication entre groupes locaux

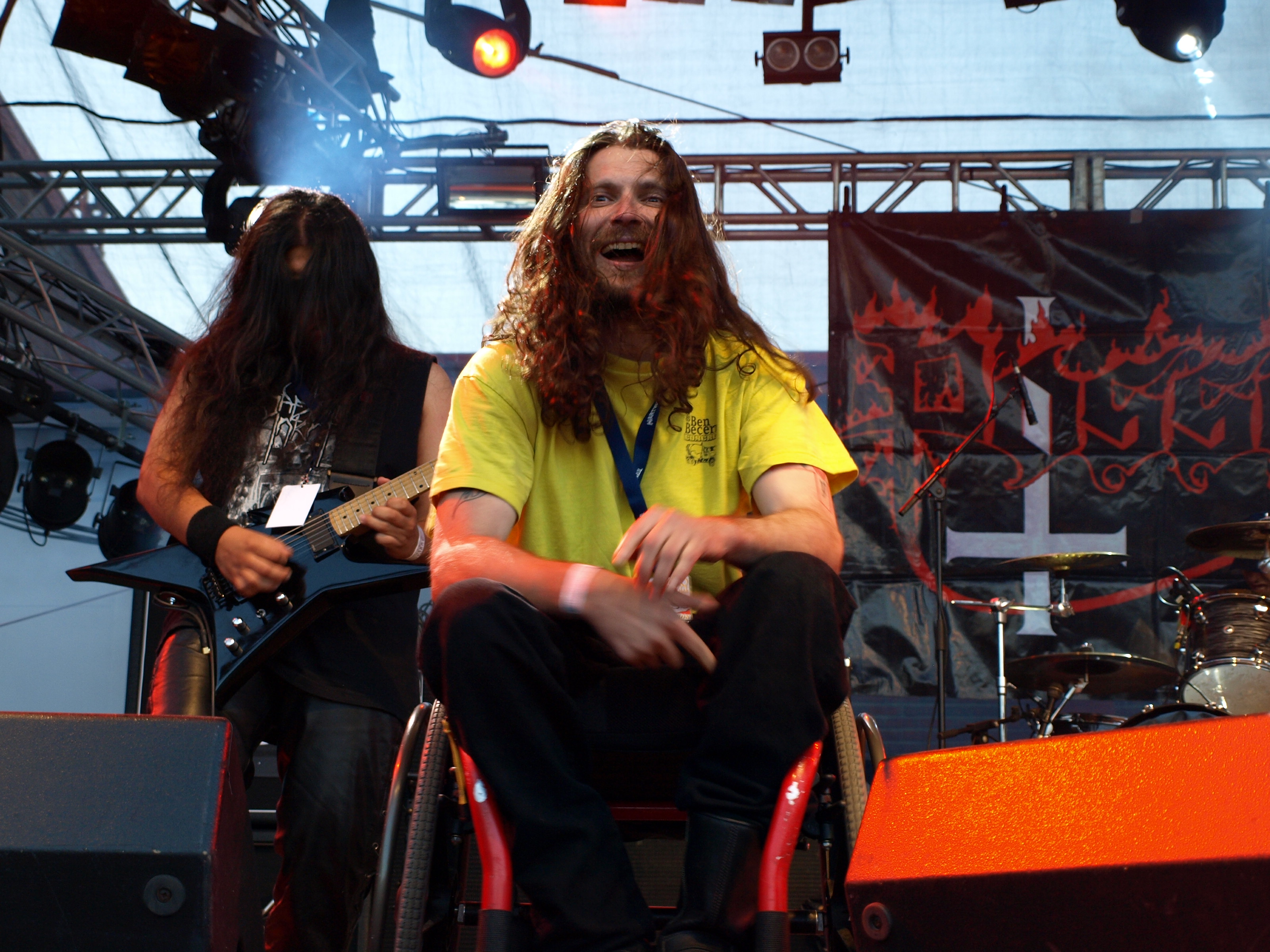
Jeff Becerra, de Possessed.

L'amitié de Burton et Hammett avec d'autres artistes locaux, notamment Oakland d'Exodus et Testament, par la suite Death Angel – entre autres – revitalise fortement la scène, ce qui mène à une tournée intensive et à du tape trading entre les frontières,,.
Possessed apporte un point tournant pour le genre avec Seven Churches sorti en 1985, considéré comme le premier album à mélanger thrash metal et death metal en grande partie avec des chants hurlés, et sous réserve face à l'horreur et l'occulte. En plus de s'inspirer du black metal, il inspire d'autres albums comme Reign in Blood de Slayer et Death effectuant l'écriture et la répétition à San Francisco de Scream Bloody Gore, considéré comme une énorme influence pour le thrash et le death metal,.
Les membres de Possessed maintiennent également lien fort avec d'autres musiciens intégrante de la scène thrash de la Bay Area : le chanteur Jeff Becerra puis le guitariste Larry LaLonde avait joué dans un court groupe de speed metal appelé Blizzard, qui présente l'ancien bassiste d'Exodus Carlton Melson, et guitariste de Desecration, Danny Boland (un groupe de death/thrash actif entre 1985 et 1989). L'ancien bassiste Geoff Andrews et cofondateur de Possessed avant Becerra remplace en 1983, à la fois au chant et à la basse. Après la première dissolution de Possessed, LaLonde rejoint ensuite Blind Illusion, qui présentait anciens membres d'Exodus Evan McCaskey et Tim Agnello.

### Communication entre groupes d'autres scènes

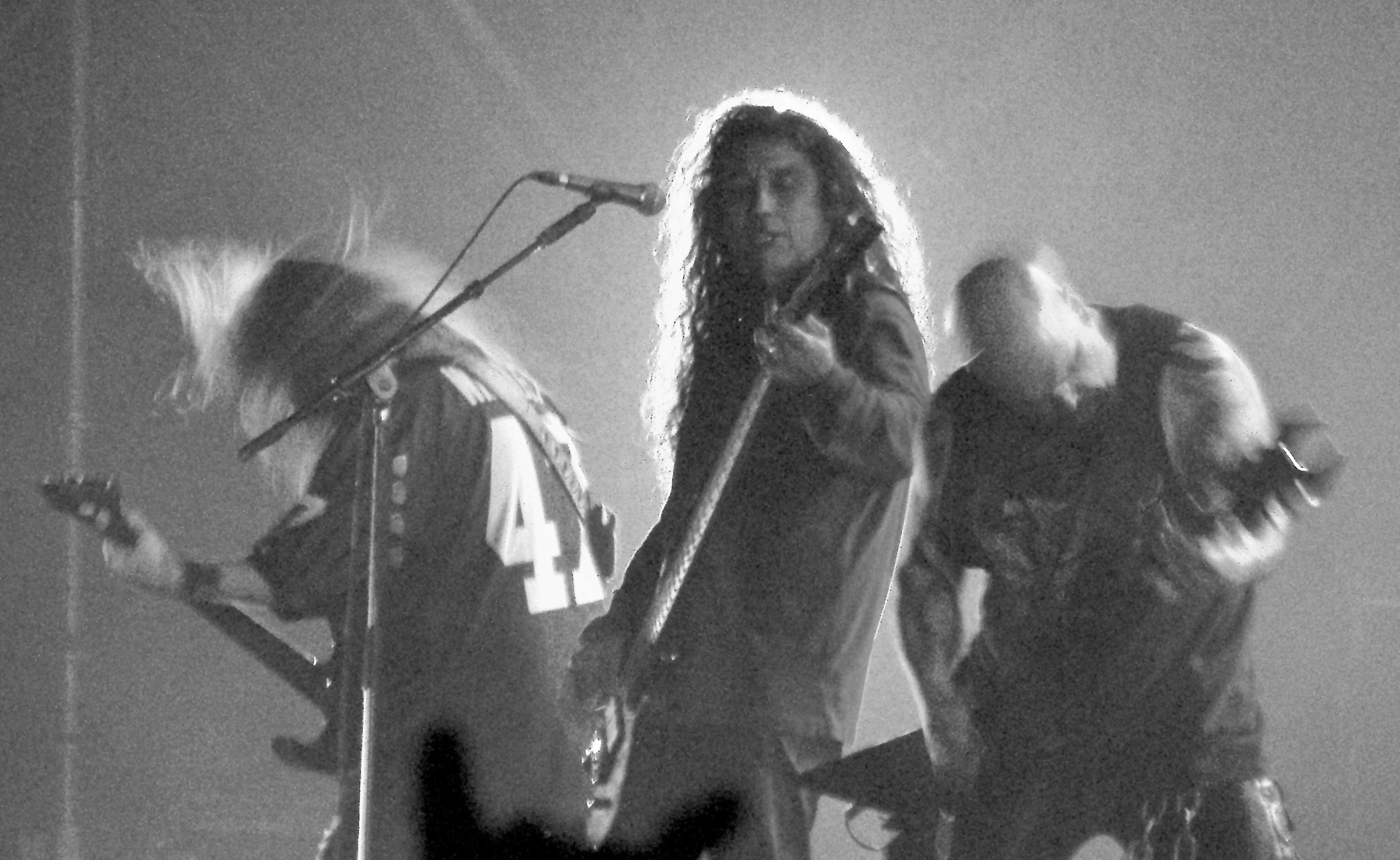
Jeff Hanneman, Tom Araya et Kerry King de Slayer au Hellfest en 2007. Bien que Slayer ne soit pas formé dans la Bay Area, le groupe a une longueur d'avance au début de la zone de la scène thrash dans la baie, et sont souvent associés (avec Megadeth) comme faisant partie de celui-ci).

Le heavy metal dans le sud de la Californie avait enjambé les années 1970 et dans les années 1980, est le port d'attache de Slayer et de Megadeth, deux des Big Four of Thrash. Cependant, depuis le milieu des années 1980 jusqu'au début des années 1990, le glam metal est le sous-genre omniprésent et populaire des limites de la scène de Los Angeles. Slayer et Megadeth reçoivent la reconnaissance précoce en jouant à la baie des lieux de la région, dont Ruthie's Inn de Berkeley avec Exodus entre 1984-1985, un temps dans lequel le guitariste Kerry King joue aux côtés de Mustaine avec Megadeth. Originaire d'Oakland Jeff Hanneman est membre fondateur de Slayer ; Paul Bostaph (anciennement de Forbidden, et plus tard Exodus et Testament) devient batteur à plein temps de Slayer pour le reste des années 1990. De même, le batteur Dave Lombardo a joué The Gathering de Testament avant de revenir chez Slayer en 2004. Avant la dissolution de Desecration en 1989 (à l'époque avec d'anciens membres de Possessed), le batteur Chris Reifert est musicien invité en live à l'un des concerts du groupe. Cependant, ce qui précède, Reifert est également une connaissance de Chuck Schuldiner, à quitter Death et à déménager de la Floride vers sa ville natale de Reifert, dans la région de la baie tout en construisant un line-up. Remarquant la croissance de la scène thrash au Nord de la Californie en 1985 et collabore brièvement avec le batteur Eric Brecht, qui quitte récemment le groupe de crossover thrash D.R.I., et finit par rejoindre Attitude Adjustment. Cependant, il est jumelé à Schuldiner-Reifert qui conduit à la signature de Death à Combat Records, et à la sortie de l'album Scream Bloody Gore, un début considéré (aux côtés de Seven Churches) comme l'une des premières versions pour combler le fossé entre le thrash et le death metal, comme indiqué précédemment. Les deux enregistrements sont produites par Randy Burns.
En 1987, peu après la sortie de Scream Bloody Gore et du déménagement de Schuldiner vers la Floride, Reifert forme son propre groupe, Autopsy, également considéré comme une première source d'inspiration du genre de death metal. La postérité de Reifert dans le genre de death metal est étudiée avec la sortie de Acts of the Unspeakable, qui présente le bassiste Josh Barohn, qui joue de la basse sur Effigy of the Forgotten, le premier album du groupe de death metal new-yorkais Suffocation.

## Caractéristiques musicales

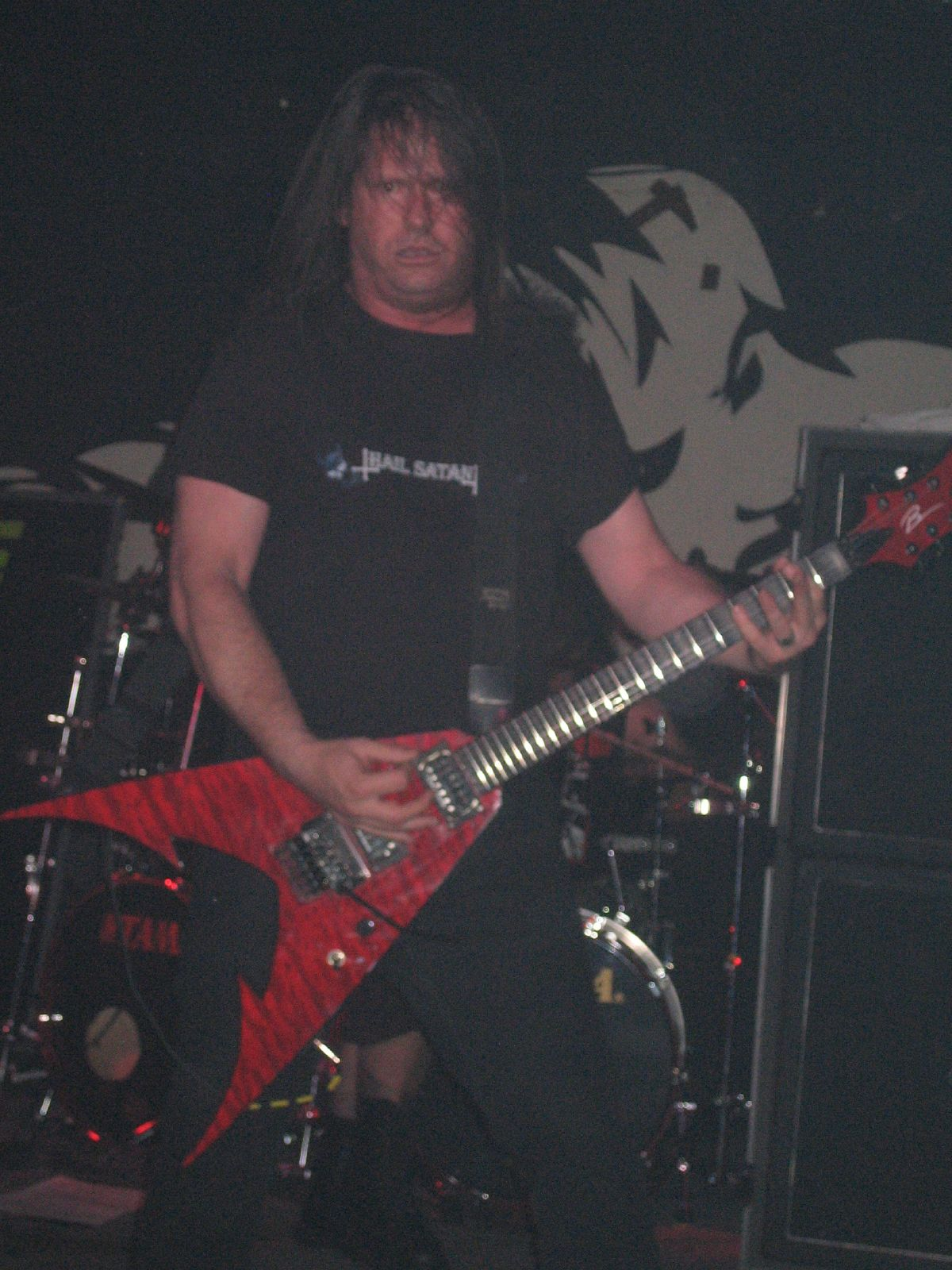
Le guitariste et compositeur d'Exodus Gary Holt, en concert en 2005.

### Influences
Pendant le développement de différentes scènes dérivées thrash metal dans le monde durant les années 1980, ont chacun leur propre style et influence. Au début du millénaire, la scène de la Bay Area est fortement inspirée par la NWOBHM et les premières sonorités du punk rock : le guitariste Gary Holt d'Exodus mentionne la découverte de Tygers of Pan Tang, Diamond Head, Angel Witch, Venom, et Budgie sur une émission de radio, KUSF]', animée par Ian Kallen et Ron Quintana. Hammett, Hetfield et Ulrich ont également cité Venom et Budgie comme influences importantes, en plus de groupes punk comme les Misfits, Charged GBH et Discharge. Les albums reflétant et s'inspirant largement de cette époque sont Kill 'Em All et Bonded by Blood.
D'autres groupes, comme Attitude Adjustment, sont influencés par le hardcore dans une large mesure, avec le groupe susmentionné impliquant des anciens musiciens de Agnostic Front, D.R.I. et Murphy's Law à leur formation en plus d'afficher les dates au 924 Gilman, un lieu plus orienté vers le punk hardcore que de la musique heavy metal.
Le style d'Attitude Adjustment, le crossover thrash, un sous-genre musical précédant le grindcore, influence de nombreux groupes de ce dernier, y compris l'innovateur chef de Napalm Death (Angleterre), qui reprend Dope Fiend et Hate, Fear, and Power de Hirax sur un album de reprises (par coïncidence, la piste d'Hirax présente le batteur d'Attitude Adjustment, Eric Brecht, sur l'enregistrement original, en 1986). Hirax, bien que basé en Californie, possède de nombreux liens avec les groupes de la scène thrash de la Bay Area, et joue au Ruthie's Inn, et en vedette Paul Baloff (anciennement d'Exodus et Heathen) et Ron McGovney (premier bassiste de Metallica).
Le multi-instrumentiste Joe Satriani déménage à Berkeley en 1978 afin de poursuivre une musique d'enseignement professionnel ; bien qu'il soit principalement influencé par le blues rock et n'était pas spécialisé dans la musique heavy metal au début, beaucoup d'étudiants de Satriani irait pour devenir guitaristes progenital dans la scène metal de la Bay Area, y compris Kirk Hammett de Metallica/Exodus, Larry Lalonde de Possessed, Alex Skolnick de Testament, Rick Hunolt d'Exodus, Phil Kettner) de Laaz Rockit et Geoff Tyson de T-Ride. Jeff Becerra de Possessed cite Venom, et Motörhead comme inspirations, appelant le bassiste/chanteur Lemmy comme sa plus grande d'influence. Bien qu'AllMusic attribue Slayer comme étant une influence musicale de Seven Churches, le premier album de Slayer Show No Mercy ne sort pas avant décembre 1983, peu après les débuts de l'écriture de leur démo et du premier album. Toutefois, l'ancien membre de Possessed Brian Montana explique la volonté du guitariste Mike Torrao à adopter le « style vestimentaire de Slayer » (qui se compose alors de maquillage, de cuir, de pentagrammes et de croix inversées), quelque chose que Montana rejette comme trop dérivé. Montana (qui joue de la guitare sur la première démo de Possessed) cite également Exodus, Iron Maiden, Judas Priest, Yngwie Malmsteen, et Joe Satriani, comme influence.

### Imagerie, thème, philosophie et mode de vie
En ce qui concerne le heavy metal et l'imagerie, le cofondateur de Sadus Steve DiGiorgio explique qu'« ...au lycée, si vous jouiez tout type de musique qui ne peut pas se danser, ou tout simplement quelque chose de vraiment différent, vous savez, rock, metal ou hard rock, quelque chose comme ça, alors vous aviez besoin de ressembler à ça. Vous aviez besoin de ressembler à un bad boy, mais nous, nous ressemblions à des bouffons essayant de s'adapter au genre... Il ne s'agissait pas d'essayer d'impressionner tout le monde, parce que nous avons examiné ces types de personnes qui essayent de faire ce genre de choses... C'est juste arrivé de cette façon et je pense que nous cherchions un style extrême, associé à aucune image, alors je pense que nous nous situons dans ce nouveau mouvement que nous avons découvert un peu plus tard, toute la Bay Area thrash. »
Beaucoup de groupes au sein de la scène de la Bay Area se rapprochent artistiquement du do it yourself dans leur logo, contrairement aux anciens groupes de metal qui utilisaient une police d'écriture déjà existante. Inversement, les illustrateurs professionnels (notamment Ed Repka sur Beyond the Gates, Eternal Nightmare, Product of Society et Scream Bloody Gore) ont parfois été récrutés pour concevoir des pochettes d'album. Les thèmes lyriques généralement catégorisés dans l'occultisme, l'horreur, la mort, la sorcellerie, la guerre, la destruction, la violence, l'Apocalypse, la rébellion et la tyrannie,,. Toutefois, certains groupes s'inspirent de sujets plus tirés dans l'actualité. Master of Puppets de Metallica, extrait de l'album homonyme sorti en 1986, traite sur les drogues dures, quelques phrases de la chanson faisant référence à l'usage de la cocaïne. Le crack est également un problème d'actualité à ce moment dans de nombreuses grandes villes américaines, affectant particulièrement la baie de San Francisco.
Le lien de Dave Mustaine avec la scène de la Bay Area se limite à El Cerrito avec Metallica (en plus des premières émissions de Megadeth). Cependant, Megadeth s'inspire d'une brochure imprimée par l'ex-sénateur américain Alan Cranston, un éminent politicien de la South Bay. Le texte de Cranston lié au désarmement nucléaire et la guerre froide, deux véritables problèmes politiques au cours des années 1980, deviennent le sujet des chansons du deuxième album de Megadeth, Peace Sells... but Who's Buying?. Lors des concerts, les membres d'Exodus met en avant leur mépris pour la coiffure issue de la scène glam metal, d'où l'expression « kill the posers » ; le guitariste Gary Holt et le chanteur Paul Baloff se rappelle leur approche d'individus portant des tee-shirts Ratt et Mötley Crüe, lorsqu'ils coupaient des vêtements à l'aide de couteaux de poche (pour ou contre le gré du porteur), puis attachaient les tissus déchiquetés autour de leur poignet en guise d'« insigne d'honneur. » En dépit de Holt concédant plus tard d'être lui-même un fan de Ratt (avec le guitariste Lee Altus), il critique toujours la mentalité et l'imagerie du glam metal, et décrit Exodus ainsi que d'autres groupes de thrash comme « basée sur la musicalité, la composition et la performance. »
Alors que Vio-lence signe avec un label major (MCA Records) pour la sortie de son premier album en 1988, un exploit pour un second groupe de thrash, le guitariste Robb Flynn en décrit la tournée : « ...Nous avions dix-neuf ans... nos affaires étaient entassées dans une camionnette, pas d'hôtels, on était obligé de s'écraser sur les sols, et d'autres merdes du genre. (La future gestionnaire de Vio-lence) Debbie (Abono) nous a accompagnée pendant quelques dates et ceux exclu parcequ'on mangeait à Denny's. Nous venions de manger autant qu'il est humainement possible et espérions avoir assez mangé pour le concert, mais nous navions absolument pas d'argent. Nous ne pouvions rien faire, nous faisons peut-être 50 $ la soirée. »

## Déclin

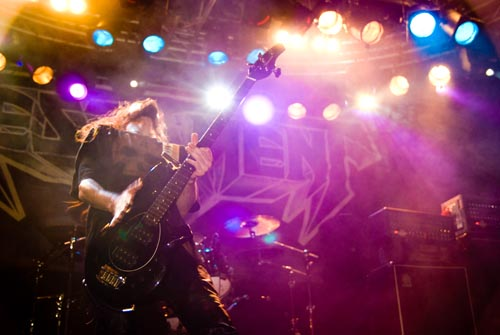
Greg Christian de Testament, en concert au Hole in the Sky, 2007.

Au début des années 1990, la scène décline et de nombreux groupes se dissolvent, en passant a une inactivité ou dans des styles musicaux jugés plus commerciaux ou accessibles à l'époque. Le groupe Vio-lence se dissout, menant le guitariste Robb Flynn à former le groupe Machine Head, qui aidera à populariser le groove metal. Flynn (également cofondateur de Forbbiden) est rejoint par le batteur Chris Kontos (anciennement du groupe Attitude Adjustment) et plus tard par le guitariste Phil Demmel, ayant joué aux côtés de Flynn de Vio-lence.
Le chanteur Steev Esquivel prend une direction musicale similaire à Flynn, après la dissolution de son groupe de thrash metal, Defiance, lorsqu'il forme groove metal/nu metal, Skinlab, l'année suivante. Possessed est dissout en 1989 après la tentative d'homicide par balle du chanteur et bassiste Becerra par deux voleurs, et devient paralysé de la taille aux pieds. Les conflits personnels et créatifs du groupe sont d'ailleurs décrits par d'anciens membres,. Mike Torrao reforme Possessed l'année suivante avec un autre line-up, puis une fois de plus en 1993.

## Sites remarquables

### The Fillmore, San Francisco
- Exodus, 14 juillet 1989 (enregistrement et publication de l'album live "Good Friendly Violent Fun")
- Testament, 1995 (enregistrement et publication de l'album live Live at the Fillmore)
- Metallica, 2003 et 2011

### Kabuki Theatre, San Francisco
- Metallica, 15 mars 1985[39]
- Megadeth, 31 mai 1985[40]

### The Keystone, Berkeley
- Berkeley's de Keystone, en Californie : Megadeth & Slayer, 15 avril 1984[41]

### Ruthie's Inn, Berkeley
En plus de groupes de punk rock, le club est un rendez-vous local pour Metallica, Megadeth, Death, Slayer, Exodus, Possessed et Death Angel de 1983 à 1987. Cliff Burton fait également et régulièrement partie du public.

### The Stone, San Francisco
The Stone est attribué pour la première comparution de concert de l'hébergement de Burton avec Metallica et conduirait à répéter des concerts provenant groupes actes du thrash, tels que Megadeth,.

### The Warfield, San Francisco
Théâtre de Vaudeville dans les années 1920, il devient un lieu de concert pour une poignée de groupes de thrash metal comme Slayer (War at the Warfield).

### The Omni, Oakland
- Testament et Vio-lence, 18 août 1989
- Death Angel, 3 novembre 1989
- Death, 30 mars 1990

## Liste des groupes
- Attitude Adjustment (en)[44]
- Autopsy
- Concord
- Blind Illusion[45]
- Death Angel[46]
- Defiance[47]
- Epidemic
- Exodus[48]
- Forbidden[49]
- Heathen
- Hexx
- Lääz Rockit[50]
- Metallica[51]
- Mordred
- Possessed
- Sadus[52]
- Testament
- Trauma
- Vio-lence[53]